# Nesovice
Nesovice är en ort i Tjeckien.   Den ligger i regionen Södra Mähren, i den östra delen av landet, 220 km sydost om huvudstaden Prag. Nesovice ligger 239 meter över havet och antalet invånare är 1 152.
Terrängen runt Nesovice är platt västerut, men österut är den kuperad. Nesovice ligger nere i en dal. Runt Nesovice är det ganska tätbefolkat, med 72 invånare per kvadratkilometer. Närmaste större samhälle är Vyškov, 15,2 km norr om Nesovice. Trakten runt Nesovice består till största delen av jordbruksmark.